# Pingliang
Pingliang (chiń. 平凉市; pinyin Píngliàng Shì) – miasto o statusie prefektury miejskiej w Chinach, w prowincji Gansu. W 2010 roku liczba mieszkańców miasta wynosiła 111 355. Prefektura miejska w 1999 roku liczyła 2 137 213 mieszkańców. Stolica rzymskokatolickiej diecezji Pingliang.

## Podział administracyjny
Prefektura miejska Pingliang podzielona jest na:
- dzielnicę: Kongtong,
- miasto: Huating
- 5 powiatów: Jingchuan, Lingtai, Chongxin, Zhuanglang, Jingning.